# Християнство і реінкарнація
Християнство і реінкарнація — відповідно вчення про посмерття у християнському богослов'ї є догмат про тілесне воскресіння і вічне життя в відновлених і оновлених тілах: душа проживає в біологічному тілі одне життя маючи вічне життя. І зі смертю тіла кожний має чекати друге пришестя Христа, загального воскресіння мертвих і Божого суду, на якому має вирішитися подальша доля людини — вічне блаженство в Царстві Бога (у раю) або вічні муки (покарання) в пеклі. Можливість реінкарнації при цьому заперечується.
Спроба інтеграції християнського богослов'я з уявленнями піфагореїзму і неоплатонізму, в основі яких виникло вчення про реінкарнацію, була зроблена декількома релігійними філософами, вчення яких згодом отримало назву гностицизм. Загальноприйнята точка зору істориків й релігієзнавців полягає у тому, що вчення про переселення душ в християнстві відкидалося з самого початку, оскільки вступало в пряме протиріччя з власним християнським вченням про душу та про Страшний суд. Саме тому ранньохристиянські письменники і апологети приділяли велику увагу обговоренню й критиці гностицизму. Згодом ідею реінкарнації брали середньовічні гностичні секти катарів і альбігойців, котрі розглядали кожну людську душу як занепалого ангела, що народжується знову й знову в матеріальному світі, створеному Люцифером.
Чергова спроба обґрунтувати зв'язок християнського богослов'я з реінкарнацією була зроблена наприкінці XIX ст. — на початку XX століття представниками теософії (Блаватська О. П.), що пізніше знайшло прихильників серед руху нью-ейдж. А саме, вчення про реінкарнацію приймалося ранніми християнами, але згодом було відкинуто; ідея реінкарнації — основоположний метафізичний принцип, який нібито властивий всім релігіям світу, а відсутність її в християнстві Олена Блаватська потрактувала як навмисне спотворення первинного сенсу цього вчення недобросовісними популяризаторами, які «сховали, що спочатку ідея переселення душ була присутня у вченні Христа». Відповідно, так нібито було аж до 553 року, коли на П'ятому Вселенському соборі був засуджений оригенізм. Хоча насправді Оріген не вчив про реінкарнацію як таку, а лише гіпотетично допускав ідею існування душі до народження, і на Другому Константинопольському соборі розглядалось не вчення про реінкарнацію, а ідея існування душі до народження.

## Думка прихильників реінкарнації
- Посилання на підтвердження реінкарнації дехто знаходить у посланнях апостола Павла. У коментарі до історії Якова та Ісава він говорить, що Господь любить одного і зненавидів іншого перш, ніж вони народилися (Рим. 9:11-13).
- Христос і його учні зустріли чоловіка, що був сліпим від народження, і учні запитали: «Учителю, хто згрішив, він чи батьки його, що сліпим він народився?» (Ів. 9:2). Факт того, що перші послідовники Ісуса поставили йому питання, що передбачає їх віру в попереднє існування і реінкарнацію[6][7], поширена думка про покарання дітей за гріхи батьків (Плач 5:7). До них належить і Жан Кальвін, який, відкидав ідею переселення душ, але вважав, що в цьому вірші, можливо, йдеться про реінкарнацію. Напевно, учні Христа були переконані в тому, що до свого народження сліпий жив в іншому тілі. Інакше, як сліпа людина від народження, могла бути покараною сліпотою за нібито скоєний гріх?[6] Відповідь Христа учням мала на увазі, що причиною недуги сліпця були зовсім не гріхи, вчинені ним або його батьками. Він був народжений сліпим для того, щоб Ісус міг зцілити його і тим самим «помножити славу Господа». Прихильники реінкарнації вказують на те, що Ісус відповів так, але не говорив, що питання, поставлене учнями, некоректне[6]. З шерегу біблійних цитат видно, що Христос, як правило, вказував учням на те, що їх питання недоречні. Прихильники реінкарнації також вказують, що відповідь Ісуса не пояснює, чому такі речі трапляються взагалі. Адже є й інші люди, народжені з тою ж недугою.
- Пророки явно відсилають нас до реінкарнації[6][8], тоді як християнські дослідники намагаються спростувати це, цитуючи Євангелія від Іоанна (Ів. 1:19-21), де описується, як до Івана Хрестителя підійшли єрусалимські священики і запитали його: «Ти — Ілля?» Він відповів їм: «Ні». Тоді вони знову запитали його: «Ти — пророк?» І він знову відповів: «Ні». Іоан відкинув усілякі спроби ототожнення його з Іллею, і взагалі заперечував наявність у нього пророчого дару. Прихильники реінкарнації вказують на те, що це цілком можна пояснити скромністю Предтечі[6]. Коли священики дали Іванові можливість висловитися, то він процитував пророцтво Ісаї (Іс. 40:3): «Я — голос волаючого в пустелі. Приготуйте шлях Господеві». Іван не сказав священикам прямо, хто він такий. Деякі автори пояснюють це тим, що він просто не пам'ятав своїх попередніх втілень[6]. За юдейським очікуванням Ілля мав з'явитися перед самим пришестям Месії, щоб вказати Ізраїлю на Нього: «Ось Я пошлю до вас Іллю пророка перед настанням дня Господнього, великого і страшного» (Мал. 4:5). Євангелісти посилаються на пророцтво про Іллю не менше десяти разів (Мт. 16:13-14, Мт. 17:10-13 та ін.), наприклад слова Ісуса про Івана Предтечу (Мт. 11:7, Мт. 11:11-14):|  | Істинно кажу вам: Між народженими від жінок не було більшого над Івана Хрестителя... Пророки й Закон до Івана провіщували. Коли ж хочете знати, то Ілля він, що мав прийти. |
- У Біблії термін «реінкарнація» і доктрина про переселення душ як така не згадуються, але прихильники «реінкарнації в християнстві» вказують, що ряд основних доктрин різних напрямків сучасного християнства також прямо не згадується в Біблії[9].

## Думка противників реінкарнації
- Згадана вище історія Якова та Ісава із 9 розділу послання до Римлян, якраз заперечує, а не підтверджує реінкарнацію, адже там написано, що Бог зробив свій вибір незалежно від їхніх справ, «коли вони не зробили ще нічого ні доброго, ні злого» (Рим. 9:11-13).
- Апостол Павло каже, що «людям призначено вмерти один раз, потім же суд» (Євр. 9:27), отже після смерті не відбувається перевтілення.
- У притчі про багача і Лазаря Ісус дав ясно зрозуміти, що після смерті людську душу чекає суд і покарання та винагорода у вигляді пекла або раю, а можливості повернутися назад на землю немає (Лк. 16:19-31).
- Контраргументом є також Преображення Господнє, коли Ісусу з’явились пророки Ілля та Мойсей. Якби Ілля перевтілився в Івана Хрестителя, то він не міг би знову з’явився Ісусу на горі Фавор.
- Згідно пророцтва, Ілля має прийти напередодні пришестя Месії, щоб попередити про настання «останніх днів». Іван не збирався пророкувати «кінець світу» або падіння Римської імперії. Тому на питання «Чи ти то Ілля?», тобто останній пророк, що сповіщає наступ месіанської епохи, Іоанн відповідає «ні»[10]. Юдеї не могли прийняти Месію, перед яким не проповідував Ілля. Ісусу ж для того, щоб ізраїльтяни могли прийняти Його месіанство, треба було вказати на того, хто виконав служіння Іллі. У Іоанна Предтечі і Іллі одне служіння, одна функція — вказати людям на справжнього Месію. Тому і ототожнює їх Христос — не їхня особистості, але їх служіння. За євангельським свідченням, Іоанн проповідує «в дусі та силі Іллі» (Лк. 1:17). «Дух» є щось інше, ніж душа. Про «дусі Іллі» Святе Письмо говорить, що «спочив дух Іллі на Єлисеї» (4 Цар. 2:15). Єлисей — прижиттєвий учень Іллі. Перед своїм вознесінням «Ілля сказав до Єлисея: Проси, що маю зробити тобі, поки я буду взятий від тебе. І сказав Єлисей: дух, який в тобі, нехай буде на мені подвійно» (4 Цар. 2:9). Як знак передачі пророчої сили і служіння Єлисея залишається плащ Іллі. «І взяв він плащ Іллі, що впала з нього, і вдарив ним по воді, і сказав: Де Господь, Бог Іллі, — Він Самий? І вдарив по воді, і вона розступилася … І побачили його сини пророків, які в Єрихоні, здалека, і сказали: спочив дух Іллі на Єлисеї» (4 Цар. 2:14-15)[10].
- Учні запитують Ісуса Христа, той згрішив або його батьки, тому що тоді в юдейськім середовищі існувала думка, ніби дитина з самого зачаття вже в утробі матері має добрі або злі відчуття й тому може згрішити, або ні. Й такі уявлення були в рабиністичній літературі. Так в Мідраші «Га-Гадол» щодо Бут. 25:32 говорилося, що Ісав народився першим тому, що ще в утробі він погрожував Якову, що вб'є мати, якщо той не уступить йому первородство. Ці ідеї побутували в юдейському суспільстві й буцімто саме їх мали на увазі учні Ісуса Христа, коли ставили запитання[11].
- В юдейській навколобіблійній літературі є уявлення про Адама Кадмона[ru] — про Адама-Вселюдину. Всі душі (або принаймні душі всіх євреїв) за їх уявленням існували в тому Адамі, і тому всі вони згрішили в ньому. Питання могло надійти від людей, які чули про цю теорію і тепер ось поцікавилися: чи страждає юнак для спокутування свого первородного гріха або за приватні гріхи батьків[10].